# Marquis de Murrieta
Le titre de marquis de Murrieta fut créé par le roi Amédée Ier d'Espagne le 20 octobre 1872 en reconnaissance de Luciano Murrieta (qui en fut le premier titulaire) pour son travail en tant que viticulteur dans la confection de vins de La Rioja de grande qualité.

## Titulaires
Noms indiqués par ordre de concession du titre ; les autres titres éventuels figurent en fin de ligne.
- Luciano Francisco Ramón Murrieta García-Ortiz de Lemoine ;
- Julian Olivares Ballivián, Ier comte d'Artaza ;
- José Manuel Olivares y Bruguera, IIe Conde de Artaza ;
- Luis Olivares y Bruguera, IIIe Conde de Artaza ;
- María Cristina Olivares y Gómez-Barzanallana.